# Жужа Раковскі
Жужа Раковскі (угор. Rakovszky Zsuzsa, 4 грудня 1950 Шопрон) — угорська поетеса, прозаїк, перекладач.

## Біографія
У 1975 закінчила філологічний факультет Будапештського університету. У 1975—1982 працювала бібліотекарем, в 1982—1986 — рецензентом столичного видавництва Гелікон. У 1988—1989 навчалася в Лондоні за стипендією Сороса.
Виступає гостем міжнародних поетичних фестивалів і програм. Перекладає з англійської (Сьюзен Зонтаґ, Е. Бішоп, В. Тревор і ін.). Проза Раковскі звернена до угорських подій 1956 року.

## Твори
- Jóslatok és határidők / Пророцтва і терміни (1981, вірші)
- Tovább egy házzal / Будинком далі (1987, вірші)
- Fehér-fekete / Біле — чорне (1991, вірші)
- Hangok / Голоси (1994, обрані і нові вірші)
- Egyirányú utca / Вулиця з одностороннім рухом (1998, нові вірші)
- A kígyó árnyéka / Тінь змії (2002, роман)
- A hullócsillag éve / Рік падаючої зірки (2005, роман)
- Hold a hetedik házban (2009)

## Нагороди
- Угорська національна премія з літератури (1997).
- Премії Тібора Дері (1986, 1991), Аттіли Йожефа (1988), Сальваторе Квазімодо (1999), Шандора Мара (2003).